# Appendisotoma
Appendisotoma är ett släkte av urinsekter. Appendisotoma ingår i familjen Isotomidae.
Släktet innehåller bara arten Appendisotoma abiskoensis.